# Mobile Revelers
Mobile Revelers – amerykański klub koszykarski z siedzibą w mieście Mobile, w stanie Alabama, działający w latach 2001–2003.

## Historia
Klub powstał w 2001 roku, a swoje spotkania rozgrywał w Mobile Civic Center.
W lipcu 2001 roku National Basketball Association ogłosiła oficjalnie przystąpienie zespołu do NBA Development League.
W 2003 roku zespół zdobył mistrzostwo NBDL, pokonując w finale Fayetteville Patriots 2–1. Wkrótce po tym sukcesie drużyna została rozwiązana na skutek wygasłej umowy z NBA.

## Wyniki sezon po sezonie
| Mobile Revelers        |                        |    |    |      |                                                                                              |
| 2001-02                | 4                      | 30 | 26 | 54   | Przegrana – Półfinały (North Charleston) 2-1                                                 |
| 2002-03                | 3                      | 26 | 24 | 52   | Wygrana – Półfinały (North Charleston) 2-0 Wygrana – Finały D-League NBDL (Fayetteville) 2-1 |
| Suma - sezon regularny | Suma - sezon regularny | 56 | 50 | 51,4 | 2001-2003                                                                                    |
| Suma - playoff         | Suma - playoff         | 5  | 3  | 62,5 | 2001-2003                                                                                    |

## Statystyczni liderzy NBDL
- Isaac Fontaine – lider strzelców ligi (2002 – 17,4 pkt.)[3]
- Isaac Fontaine – lider w łącznej liczbie zdobytych punktów (2002 – 906 pkt.)[3]
- Isaac Fontaine – lider w łącznej liczbie celnych (305) i oddanych (654) rzutów z gry (2002)[3]
- Derek Hood – lider w łącznej liczbie zbiórek w ataku  (2002 – 159 zb.)[3]
- Derek Hood – lider w łącznej liczbie zbiórek (2002 – 468 zb.)[3]
- Isaac Fontaine – lider w skuteczności rzutów wolnych  (2002 – 90,5%)[3]
- Isaac Fontaine – lider w skuteczności rzutów za 3 punkty  (2003 – 44,2%)[2]

## Nagrody i wyróżnienia
All–D–League First Team
- Ike Fontaine (2002)

All-D-League Second Team
- Derek Hood (2002–2003)
- Ernest Brown (2003)

All–D–League Honorable Mention Team
- Cedric Henderson (2003)